# Johannes Aquila

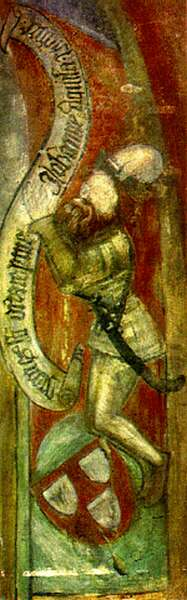
Selbstporträt mit Säbel und Schild

Johannes Aquila, auch Johannes Aquila de Radkersburgensis, (* 14. Jahrhundert; † 15. Jahrhundert) war ein Maler und Leiter einer Malerwerkstätte und vermutlich auch Baumeister und Architekt.

## Leben
Geburts- und Sterbedaten des Ende des 14. Jahrhunderts und im beginnenden 15. Jahrhundert wirkenden Johannes Aquila sind nicht bekannt. Er porträtierte sich in seinen Werken und signierte seine Werke, womit er bereits im Mittelalter als selbstbewusster Künstler auftrat. Möglicherweise handelt es sich um die ältesten erhaltenen Selbstbildnisse Europas. Die Signatur Johannes Aquila de Rakersburga oriundus zeigt sich in der Pfarrkirche Hl. Martin in Martjanci. Johannes Aquila zeigte mit Inschriften in einwandfreiem Latein seine Bildung. Seine Malerei und architektonische Elemente zeigen viele Einflüsse aus Italien, Tirol, Wien und Böhmen, weshalb angenommen wird, dass Johannes Aquila sich über wandernde Künstler Inspiration und Weiterbildung geholt hat und sich damit auf dem Laufenden hielt.

## Werke
Österreich
- nach 1390 Fresken im hofseitigen Kellerraum der Pistorkaserne in Bad Radkersburg
- Freskenreste zu einem Bischof rechts vor dem Hauptportal der Stadtpfarrkirche Bad Radkersburg
- Fresken in der Augustiner-Eremiten-Kirche in Fürstenfeld

Slowenien
- Architektur mit Malerei seiner Werkstatt der Pfarrkirche hl. Martin in Martjanci (ca. 14 km von Bad Radkersburg entfernt)
- Architektur mit Fresken der Pfarrkirche Mariä Himmelfahrt in Turnišče (ca. 28 km von Bad Radkersburg entfernt)

Ungarn
- um 1377/1378 Fresken/Malerei in der Pfarrkirche Heilige Dreifaltigkeit in Velemér (ca. 57 km von Bad Radkersburg entfernt)